# Мостівський парк
Мо́стівський парк — парк-пам'ятка садово-паркового мистецтва загальнодержавного значення в Україні. Розташований у межах Доманівського району Миколаївської області, в селі Мостове. 
Площа 28 га. Статус присвоєно згідно з Постановою Ради Міністрів УРСР № 105 від 29.01.1960 року. Перебуває у віданні ДП «Веселинівське лісове господарство». 
Статус присвоєно для збереження парку, закладеного у ІІ пол. XIX ст. дворянином М.  Ерделі. Зростають дуби, сосни, софори, груші, є осикова алея. У парку створено еколого-пізнавальну стежку «Скарби Південного степу», облаштовано доріжки, альтанки. На території парку розташовані: церква Святого Миколи (1812 р.), панський палац (ІІ пол. ХІХ ст.), старовинна криниця і місток.